# Luis Olaso
Luis Olaso (ur. 1900, zm. 1981 lub 1982) – hiszpański piłkarz grający na pozycji lewego pomocnika, reprezentant kraju.

## Życiorys
Grał w piłkę w Atlético Madryt od 1919 roku. Z klubem tym zdobył 3 regionalne mistrzostwa. Po 10 sezonach z Colchoneros, latem 1929 roku, został sprzedany sąsiadom-rywalom z Realu Madryt. Dla Los Blancos grał przez 4 sezony, dwa razy zdobywając krajowe mistrzostwo La Liga. Czterokrotnie wystąpił w reprezentacji Hiszpanii. Zakończył karierę piłkarską w 1933 roku.